# Радиоактивные грёзы
«Радиоактивные грёзы» (англ. Radioactive Dreams) — американский фантастический фильм 1985 года, снятый режиссёром Альбертом Пьюном. Фильм из себя представляет смесь футуристического боевика, молодёжного панк-триллера и криминального фильма.
Главные роли в этом фильме исполнили Джон Стоквелл, Майкл Дудикофф, Лиза Блаунт, Джордж Кеннеди, Дон Мюррей и другие известные артисты. Премьера фильма состоялась в июле 1985 года в Италии.

## Сюжет
- Таглайн: «A world of guilty pleasures.»

Действие фильма происходит теперь уже в другой от нас реальности, в которой в 1993 году происходит ядерная война (снят фильм в 1985 году). В результате этой ядерной войны на Земле погибает большая часть человечества. Перед началом ядерной войны показывают двух людей — Спэйда Чендлера и Дэша Хэммета. Они прячут своих маленьких детей Филиппа и Марлоу в специальный бункер, в котором есть всё, что нужно человеку для нормальной жизни — вода, еда и вещи, правда несколько старые (1940-х годов) и даже развлечения — в основном детективные романы.
Дальше действие переносится в 2010 год. Прошло уже 17 лет. Филипп и Марлоу повзрослели. Ядерный гриб уже рассеялся, но ядерная зима в самом разгаре, а Земля наполнилась мутантами, наркоманами и каннибалами. В этом хаосе парни становятся детективами, они пытаются найти причины ядерной войны и выходят на след своих предков.

## В ролях
- Майкл Дудикофф — Марлоу Хэммет
- Джон Стоквелл — Филипп Чандлер
- Джордж Кеннеди — Спэйд Чендлер
- Дон Мюррей — Дэш Хэммет
- Лиза Блаунт — Милес Арчер
- Мишель Литтл — Расти Марс
- Норберт Вайссер — Стернвуд
- Кристиан Эндрюс — Брик Бардо
- Демиан Слэйд — Честер
- Поль Келлер Галан — Гарольд